# Robert de Brus (5e heer van Annandale)
Robert de Brus, 5e heer van Annandale (1215 - 31 maart 1295) was 5e heer van Annandale en Ireby, sheriff van Cumberland en een van de voornaamste troonpretendenten van Schotland in 1290-92.
Hij was een zoon van Robert de Brus (4e heer van Annandale)